# Albert Miller (Politiker)

Albert Miller

Albert Miller (* 3. Juni 1900 in München; † 22. November 1966 ebenda) war ein deutscher Politiker (NSDAP). Er war Mitarbeiter des Reichsschatzmeisters der NSDAP Franz Xaver Schwarz und von 1941 bis 1945 Mitglied des Reichstags.

## Leben
Von 1906 bis 1912 besuchte Miller eine Münchener Volksschule und anschließend bis 1916 eine Kreisoberrealschule. In der Spätphase des Ersten Weltkrieges wurde er als Kriegsfreiwilliger auf eine Unteroffiziersschule geschickt. Im Jahr 1918 kam er mit dem 1. Bayerischen Fußartillerie-Regiment an die Front.
Nachdem Miller im Februar 1919 aus der Demobilisierungsabteilung entlassen worden war, gehörte er im April und Mai 1919 dem Freikorps Epp an. Danach schlug er eine Laufbahn als Steuerbeamter ein. Von 1919 bis 1922 arbeitete er beim Finanzamt Kaufbeuren und danach bis 1923 beim Finanzamt III in München, wo er die Prüfung für den mittleren Finanzverwaltungsdienst bestand.
1923 schied Miller aus dem Finanzdienst aus, um sich als Buch- und Wirtschaftsprüfer und Steuerberater selbstständig zu machen. Diese Tätigkeit übte er bis 1933 aus.
Miller trat zum 1. November 1929 der NSDAP bei (Mitgliedsnummer 160.246). Wenige Monate nach dem Machtantritt der Nationalsozialisten wurde Miller am 15. April 1933 Führer im Arbeitsdienst, was er bis zum 31. Dezember 1934 blieb. Im Anschluss wurde er Revisor der Reichsleitung der NSDAP.

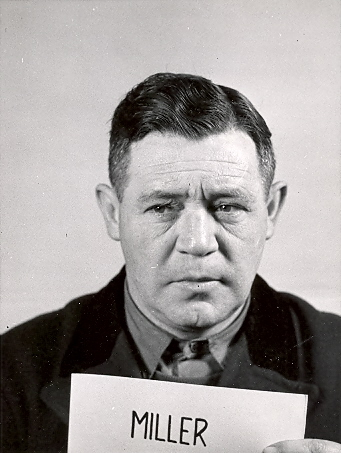
Albert Miller als Zeuge bei den Nürnberger Prozessen.

Vom 1. Dezember 1935 bis Juni 1940 amtierte Miller als Leiter des Rechnungsamts der Reichsleitung. Während dieser Zeit wurde er am 1. Mai 1937 zum SA-Verwaltungs-Standartenführer z.V. ernannt. Er selbst gab hierzu später an, die Ernennung habe ohne sein Wissen auf Vorschlag des Reichsschatzmeisters der NSDAP Franz Xaver Schwarz stattgefunden und sei ein reiner Ehrenrang gewesen. Zuvor habe er der SA nicht angehört.
Von Juli 1940 bis Ende April 1945 amtierte Miller dann als Leiter des Hauptamts 1 (Reichsfinanzverwaltung) des Reichsschatzmeisters. In dieser Eigenschaft war er der persönliche Referent des Schatzmeisters der NSDAP für die Bereiche Kassenwesen, Buchführungswesen und Bilanzwesen. In dieser Stellung wurde Miller am 9. November 1943 zum SA-Verwaltungs-Brigadeführer ernannt, während er in der Partei den Rang eines Befehlsleiters der NSDAP erreichte.
Anlässlich der Reichstagswahl vom April 1938 wurde Miller als Kandidat auf der Einheitsliste der NSDAP als Abgeordneter vorgeschlagen, wurde aber nicht gewählt. Er konnte aber am 3. Februar 1941 für den verstorbenen Abgeordneten Richard Büchner in den nationalsozialistischen Reichstag nachrücken, in dem er bis zum Ende des NS-Staates den Wahlkreis 19 (Hessen-Nassau) vertrat.
Nach dem Zweiten Weltkrieg geriet Miller in alliierte Kriegsgefangenschaft. In der Folge wurde er im Rahmen der Nürnberger Prozesse als Zeuge vernommen.